# PS Karlsruhe Lions
Die Basketballabteilung des Post Südstadt Karlsruhe (PSK) trägt seit 2014 den Namen PS Karlsruhe Lions (Eigenschreibweise: PS Karlsruhe LIONS). Die erste Herrenmannschaft spielt seit der Saison 2017/18 in der ProA. Die U16 nimmt am Spielbetrieb der Jugend-Basketball-Bundesliga (JBBL) teil.

## Geschichte
Seit 1961 wird beim PSK im südlichen Karlsruher Stadtteil Weiherfeld-Dammerstock Basketball gespielt. In den folgenden Jahrzehnten feierte die Abteilung zahlreiche regionale und überregionale Erfolge. 2016 hatten die PS Karlsruhe Lions vier Herrenmannschaften und zwei Damenmannschaften für den Spielbetrieb gemeldet. Dazu kamen zahlreiche Jugendmannschaften von der U10 bis zur U18. Bis 2016 bestand eine Kooperation mit der BG Karlsruhe, die 1993 aus den Basketballabteilungen des PSK und seines Nachbarvereins, dem FC Südstern, hervorgegangen war. Durch den Aufstieg der ersten Herrenmannschaft der PS Karlsruhe Lions in die 2. Bundesliga ProB wurde die Kooperation im Mai 2016 beendet, da in der Saison 2016/17 beide Mannschaften in derselben Liga antraten. Die erste Karlsruher Damenmannschaft spielte in der Regionalliga Südwest.

### Entwicklung Herrenmannschaft

#### 2014–2017: Durchmarsch in die 2. Bundesliga ProA
In der Saison 2014/15 stieg die Mannschaft als Meister der 2. Regionalliga Südwest-Süd in die 1. Regionalliga Südwest auf. Vor der Saison 2015/16 löste der Kroate Aleksandar Šćepanović, der vom Stadtrivalen KIT SC Karlsruhe kam, Danijel Ljubic als Cheftrainer ab. Ljubic konzentrierte sich auf seine Aufgaben als Leiter der Basketball-Abteilung. Dem PSK gelang als Aufsteiger der Durchmarsch: Scepanovic führte die Mannschaft zum Meistertitel in der 1. Regionalliga Südwest und somit zum Aufstieg in die 2. Bundesliga ProB. Vom Internetdienst eurobasket.com wurde Scepanovic nach dem Triumph als Trainer des Jahres in der Liga ausgezeichnet. Mit einem Punkteschnitt von 15,3 pro Partie war der US-Amerikaner Martinis Woody bester Werfer der Meistermannschaft.
Die Hauptrunde der ProB-Saison 2016/17 wurde als Liganeuling auf dem ersten Tabellenrang der Südstaffel beendet. Nach dem Einzug ins Playoff-Halbfinale erklärte der Verein, in die zweithöchste deutsche Spielklasse, 2. Bundesliga Pro A, aufsteigen zu wollen, allerdings verfügte die Stadt zu dem Zeitpunkt über keine Spielhalle, die ProA-Ansprüchen genügte. Die Sporthalle der Friedrich-List-Schule, in der der PSK seine Heimspiele austrug (zudem die Partien der JBBL- und Regionalliga-Mannschaft) und die liebevoll „Löwenkäfig“ genannt wurde, lag mit einem Fassungsvermögen von höchstens 862 Zuschauern unter der für die ProA vorgeschriebenen Marke von mindestens 1500 Plätzen. Die Europahalle mit einer Kapazität von bis zu 9000 Plätzen war seit dem Jahr 2014 aufgrund von Sicherheitsmängeln für Veranstaltungen mit über 200 Zuschauern nicht mehr zugelassen. Als Vorschläge brachte der PSK den Bau einer Ballsporthalle beziehungsweise die Errichtung einer Leichtbauhalle auf dem Vereinsgelände ins Gespräch, was jeweils von den Behörden zunächst abgelehnt wurde. Daraufhin verfasste der Gründer des PSK-Fanclubs unter dem Motto „Ballsporthalle für Karlsruhe - jetzt!“ eine Internetpetition. Mit dem Einzug ins ProB-Finale nach dem Sieg in der Vorschlussrunde über Elchingen errangen die Löwen im April 2017 die sportliche Aufstiegsberechtigung in die ProA. Das Finalhinspiel gegen Weißenhorn gewann Karlsruhe auswärts mit 71:67, verpasste mit einer 71:77-Niederlage im Rückspiel aber den Meistertitel.
Aufstiegstrainer Scepanovic gab nach der Saison 2016/17 seinen Abschied bekannt und nahm ein Angebot aus Weißenfels an: Er wurde Co-Trainer beim Bundesliga-Rückkehrer Mitteldeutscher BC. Als Nachfolger wurde der US-Amerikaner Michael Mai eingestellt.

#### Saison 2017/18
Im September 2017 startete die ProA in die neue Saison. Der Lions-Kader war kurz vor Saisonbeginn auf zwölf Spieler erweitert worden, so dass alle Positionen mehrfach besetzt werden konnten. Aus der Aufstiegsmannschaft vom April 2017 standen lediglich Dmitrij „Dima“ Kreis und Orlando Parker noch im Aufgebot. Die anderen Spieler haben den Verein verlassen oder sind in die zweite Mannschaft gewechselt, die in der Regionalliga Baden-Württemberg antritt. Nach einer Niederlage im Baden-Derby bei den MLP Academics Heidelberg überraschten die Lions am zweiten Spieltag den favorisierten Gegner Phoenix Hagen und sicherten sich mit 100:83 ihren ersten Sieg in der ProA. Als Tabellenfünfter zogen die Karlsruher in ihrem ersten ProA-Jahr in die Meisterrunde ein. Die Mannschaft stieß bis ins Halbfinale vor und unterlag dort dem späteren Meister SC Rasta Vechta.

#### Saison 2018/19
Die Karlsruher, die in der Sommerpause unter anderem die Abgänge von Leistungsträgern wie Jarelle Reischel und Richie Williams zu verkraften hatten, eröffneten das Spieljahr mit lediglich zwei Siegen aus den ersten neun Begegnungen, als Konsequenz wurde Trainer Mai Mitte November 2018 entlassen. Kurz darauf wurde der Kroate Ivan Rudež als Nachfolger verpflichtet. Er führte die Mannschaft als Tabellenachter in die Meisterrunde. Im Viertelfinale gegen Chemnitz, den Meister der Punktrunde, blieb Karlsruhe in drei Spielen sieglos und schied aus. Den höchsten Punkteschnitt der Karlsruher Mannschaft wies im Saisonverlauf Davonte Lacy (16,8), gefolgt von Orlando Parker (13,7), auf.

#### Saison 2019/20
Anfang Februar 2020 wurde Trainer Rudež entlassen, womit die sportliche Führung laut Verein die „Konsequenz aus der sportlichen Entwicklung“ zog. Aus 22 Ligaspielen hatte die Mannschaft unter dem Kroaten im Saisonverlauf bis dahin sieben Siege geholt und stand auf dem drittletzten Tabellenrang. Die beiden Assistenztrainer Drazan Salavarda und Samuel DeVoe übernahmen als Gespann die Leitung der Mannschaft, wobei Salavarda als Inhaber des notwendigen Trainerscheins Cheftrainer wurde. Als die Saison Mitte März wegen des Coronavirus SARS-CoV-2 abgebrochen wurde, stand Karlsruhe mit neun Siegen und 18 Niederlagen auf dem 15. Platz.

#### Saison 2020/21
Die Mannschaft wurde erheblich umgebaut, lediglich Daniel Norl und Maurice Pluskota blieben aus dem Aufgebot der Vorsaison übrig. Mitte März 2021 musste sich die gesamte Mannschaft für 14 Tage von der Außenwelt abschotten, da bei einem Karlsruher Spieler eine Ansteckung mit SARS-CoV-2 festgestellt worden war. Die Hauptrunde in der 2. Bundesliga ProA wurde auf dem elften Tabellenrang beendet. Bester Karlsruher Korbschütze war Pluskota (12,8 Punkte/Spiel), gefolgt von Adam Pecharek (12,2/Spiel) und Norl (12,1/Spiel).

#### Saison 2021/22
Mit Aleksandar Šćepanović wurde im Sommer 2021 ein ehemaliger Karlsruher Trainer zurückgeholt, der in Folge seines Weggangs im Jahr 2017 beim Bundesligisten Mitteldeutscher BC arbeitete. Nach acht Spieltagen trennen sich die Wege der Karlsruher und die ihres Shooting Guards Kaelon Harris. Der 23-jährige US-Amerikaner war zu Beginn der Saison zu den Lions gewechselt. Der US-Aufbauspieler TreVion Crews wurde im November 2021 nachverpflichtet. Anfang April 2022 wurde sein Vertrag wegen einer Disziplinlosigkeit aufgelöst. Die Hauptrunde endete mit dem siebten Platz. In der ersten Runde schied Karlsruhe 0:3 gegen den späteren Zweitligameister Rostock Seawolves aus. Stanley Whittaker empfahl sich in Karlsruhe mit guten Leistungen für einen Wechsel in die Basketball-Bundesliga, er ging in der Sommerpause 2022 nach Würzburg.

#### Saison 2022/23
Die Hauptrunde beendete die Mannschaft auf dem dritten Tabellenrang, wies 22 Siege und zwölf Niederlagen auf. Von den letzten zehn Hauptrundenspielen wurden neun gewonnen. Im folgenden Viertelfinale setzte man sich gegen Quakenbrück durch, ehe die Karlsruher im Halbfinale durch drei Niederlagen gegen Tübingen ausschieden. Zuvor hatte die Mannschaftsleitung für den Fall des sportlichen Aufstiegs eine Teilnahmeberechtigung für die Bundesliga beantragt. Diese wurde jedoch nicht gewährt, da keine Heimspielstätte benannt wurde, die den Anforderungen der ersten Liga entsprach.
Mit dem US-Amerikaner Lovell Cabbil hatte Karlsruhe in der Saison 2022/23 einen Spieler in seinen Reihen, der insbesondere durch seine Treffsicherheit beim Dreipunktewurf (101 Treffer) auffiel. Cabbil führte die Mannschaft als bester Korbschütze (16,7 Punkte je Begegnung) an, gefolgt von Bazoumana Koné (15,2 Punkte je Begegnung) sowie Maurice Pluskota (15 Punkte und 10,3 Rebounds je Begegnung). Neben Cabbil stand mit dessen Landsmann Lorenzo Cugini ein weiterer ausgemachter Weitwerfer im Aufgebot, der genau 100 Dreipunktewürfe traf.

#### Saison 2023/24
Die Hauptrunde schloss die Mannschaft auf dem siebten Tabellenplatz der 2. Bundesliga ProA ab und kämpfte sich anschließend ins Finale vor. Hier gewann Karlsruhe durch zwei Siege gegen Frankfurt den Meistertitel. Den Karlsruher war bereits zuvor mitgeteilt worden, dass ihr Antrag einer Spielberechtigung für die Bundesliga nicht erteilt worden sei. Bester Korbschütze der Mannschaft war während der Saison 2023/24 der US-Amerikaner O‘Showen Williams mit 15,4 Punkten je Begegnung, gefolgt vom Dänen Bakary Dibba (14,6 Punkte je Begegnung).

#### Saison 2024/25
Am letzten Spieltag der Saison 2024/25 wurde mit 2944 Zuschauern eine neue Bestmarke für ein Heimspiel der Mannschaft in der Europahalle aufgestellt. Sportlich verlief das Spieljahr enttäuschend. Mit 13 Siegen und 21 Niederlagen belegte Karlsruhe den zwölften Tabellenplatz. Unter anderem schwere Verletzungen von Stammspielern machten der Mannschaft zu schaffen. Nach dem Saisonende kündigte sich ein Umbruch im Aufgebot an. Der Kanadier Abu Kigab (19,9 Punkte je Begegnung) war während der Saison Karlsruhes bester Korbschütze vor O‘Showen Williams (14,6 Punkte je Begegnung). Im Mai 2025 gaben die Karlsruher bekannt, den auslaufenden Vertrag von Trainer Aleksandar Šćepanović nicht zu verlängern.

#### Saison 2025/26
Der ehemalige Nationalspieler Demond Greene wurde Anfang Juni 2025 als neuer Karlsruher Trainer vorgestellt.

#### Trainerchronik
| Amtszeit        | Name                  |
| --------------- | --------------------- |
| 2014–2015       | Danijel Ljubic        |
| 2015–2017       | Aleksandar Šćepanović |
| 2017–11/2018    | Michael Mai           |
| 11/2018–02/2020 | Ivan Rudež            |
| 02/2020–07/2021 | Drazan Salavarda      |
| 07/2021–05/2025 | Aleksandar Šćepanović |
| seit 06/2025    | Demond Greene         |

## Kader

### 2019/2020
| Spieler | Spieler            | Spieler           | Spieler    | Spieler | Spieler | Spieler                    |
| Nr.     | Nat.               | Name              | Geburt     | Größe   | Info    | Letzter Verein             |
| ------- | ------------------ | ----------------- | ---------- | ------- | ------- | -------------------------- |
|         |                    | Guards (PG, SG)   |            |         |         |                            |
| 3       | Vereinigte Staaten | Marcus Stroman    | 12.10.1995 | 1,89 m  |         | Louisiana College          |
| 10      | Vereinigte Staaten | KC Ross-Miller    | 4.1.1991   | 1,85 m  |         | MBK Handlova               |
| 13      | Deutschland        | Daniel Norl       | 7.3.1995   | 1,91 m  |         | Cheshire Phoenix           |
| 22      | Deutschland        | Jeremy Dunbar     | 25.3.1988  | 1,94 m  |         | Phoenix Hagen              |
| 30      | Deutschland        | Filmore Beck      | 22.6.1991  | 1,89 m  |         | scanplus baskets Elchingen |
|         |                    | Forwards (SF, PF) |            |         |         |                            |
| 5       | Vereinigte Staaten | Brandon Conley    | 14.12.1993 | 2,01 m  |         | BC Vienna                  |
| 6       | Kroatien           | Emil Savic        | 26.03.1998 | 2,04 m  |         | Valencia Basket Club       |
| 12      | Deutschland        | Niclas Sperber    | 15.3.1996  | 2,01 m  |         | FC Schalke 04 Basketball   |
| 21      | Vereinigte Staaten | Orlando Parker    | 16.9.1991  | 2,03 m  |         | Baskets Vilsbiburg         |
| 33      | Vereinigte Staaten | Bryan Coleman     | 9.7.1992   | 1,98 m  |         | Logan Thunder              |
|         |                    | Center (C)        |            |         |         |                            |
| 23      | Deutschland        | Maurice Pluskota  | 30.5.1992  | 2,09 m  |         | Gießen 46ers               |

| Trainer            | Trainer          | Trainer         |
| Nat.               | Name             | Position        |
| ------------------ | ---------------- | --------------- |
| /                  | Drazan Salavarda | Cheftrainer     |
| Vereinigte Staaten | Samuel Devoe     | Assistant Coach |

| Legende               | Legende   |
| Abk.                  | Bedeutung |
| --------------------- | --------- |
| DL                    |           |
| II                    |           |
| Quellen               |           |
| Teamhomepage          |           |
| Ligahomepage          |           |
| Stand: 21. April 2020 |           |

| Legende               | Legende   |
| Abk.                  | Bedeutung |
| --------------------- | --------- |
| DL                    |           |
| II                    |           |
| Quellen               |           |
| Teamhomepage          |           |
| Ligahomepage          |           |
| Stand: 21. April 2020 |           |

### 2021/2022
| Spieler | Spieler            | Spieler                          | Spieler    | Spieler | Spieler | Spieler               |
| Nr.     | Nat.               | Name                             | Geburt     | Größe   | Info    | Letzter Verein        |
| ------- | ------------------ | -------------------------------- | ---------- | ------- | ------- | --------------------- |
| 0       | Vereinigte Staaten | Trevion Marcell Crews            | 03.03.1996 | 1,83 m  |         | Fort Wayne Mad Ants   |
| 02      | Deutschland        | Joris Bestert                    | 12.11.2002 | 1,87 m  |         | s.Oliver Baskets      |
| 03      | Deutschland        | Nils Owen Schmitz                | 14.06.2001 | 1,86 m  |         | FC Bayern München     |
| 04      | Deutschland        | Tchi-Dolo Souop Tchuente Tchokni | 23.11.2000 | 1,82 m  |         | BC Lions Moabit       |
| 07      | Vereinigte Staaten | Matthew Moyer                    | 30.06.1997 | 2,03 m  |         | Nürnberg Falcons BC   |
| 09      | Neuseeland         | Matthew Jon Freeman              | 09.12.1997 | 2,07 m  |         | Gladiators Trier      |
| 10      | Deutschland        | Ferdinand Zylka                  | 11.04.1998 | 1,91 m  |         | Gießen 46ers Rackelos |
| 11      | Vereinigte Staaten | Stanley Whittaker                | 21.10.1994 | 1,83 m  |         | UBSC Raiffeisen Graz  |
| 15      | Vereinigte Staaten | Leo Anthony Behrend              | 23.12.1996 | 2,01 m  |         | Ave Maria University  |
| 17      | Deutschland        | Terry Haarmann                   | 02.08.2004 | 1,93 m  |         | eigene Jugend         |
| 23      | Deutschland        | Maurice Pluskota                 | 30.5.1992  | 2,09 m  |         | Gießen 46ers          |
| 33      | Deutschland        | Tom Alte                         | 27.01.1995 | 2,07 m  |         | Paderborn Baskets     |

| Trainer            | Trainer                 | Trainer          |
| Nat.               | Name                    | Position         |
| ------------------ | ----------------------- | ---------------- |
| Kroatien           | Aleksandar Scepanovic   | Cheftrainer      |
| Vereinigte Staaten | Chase Christian Sanders | Assistenztrainer |
| Vereinigte Staaten | Andrew Michael Sauer    | Assistenztrainer |

| Legende           | Legende   |
| Abk.              | Bedeutung |
| ----------------- | --------- |
| DL                |           |
| II                |           |
| Quellen           |           |
| Teamhomepage      |           |
| Ligahomepage      |           |
| Stand: April 2022 |           |

| Legende           | Legende   |
| Abk.              | Bedeutung |
| ----------------- | --------- |
| DL                |           |
| II                |           |
| Quellen           |           |
| Teamhomepage      |           |
| Ligahomepage      |           |
| Stand: April 2022 |           |

### 2023/2024
| Spieler | Spieler            | Spieler                     | Spieler    | Spieler | Spieler | Spieler                     |
| Nr.     | Nat.               | Name                        | Geburt     | Größe   | Info    | Letzter Verein              |
| ------- | ------------------ | --------------------------- | ---------- | ------- | ------- | --------------------------- |
| 0       | Danemark           | Bakary Dibba                | 23.10.2001 | 2,04 m  | PF      | Tigers Tübingen             |
| 2       | Deutschland        | Garai Zeeb                  | 06.04.1997 | 1,87 m  | PG      | RÖMERSTROM Gladiators Trier |
| 4       | Vereinigte Staaten | O'Showen Williams           | 22.10.1997 | 1,80 m  | PG      | Würzburg Baskets            |
| 5       | Deutschland        | Bogdans Kiselovs            | 04.06.2003 | 1,95 m  | PG      | Betsafe/Liepaja             |
| 7       | Australien         | Lachlan Dent                | 01.02.2000 | 1,86 m  | PG      | Illawarra Hawks             |
| 8       | Deutschland        | Dominic Vengert             | 28.04.2006 | 1,95 m  | PG      |                             |
| 9       | Deutschland        | Dominick Jordan von Waaden  | 08.09.1999 | 1,95 m  | SF      | SBB Baskets Wolmirstedt     |
| 10      | Vereinigte Staaten | Victor Lamont Bailey JR     | 28.09.1998 | 1,93 m  | SG      | Leuven Bears (BE)           |
| 11      | Vereinigte Staaten | Dennis Tunstall JR          | 02.03.1997 | 2,06 m  | C       | Helios Domzale              |
| 12      | Deutschland        | Melvin Jostmann             | 12.07.2000 | 2,01 m  | PF      | Bayer Giants Leverkusen     |
| 14      | Deutschland        | Jesse Chideraani            | 27.01.2002 | 1,92 m  | SG      | BG Göttingen                |
| 17      | Deutschland        | Terry Kodjo-Torgbe Haarmann | 02.08.2004 | 1,93 m  | PF      |                             |
| 20      | Deutschland        | Julian Albus                | 20.05.1992 | 1,92 m  | SF      | TG s.Oliver Würzburg        |
| 28      | Deutschland        | Hendrik Eltges              | 06.06.2002 | 1,94 m  | SG      | Seeburger College Wizards   |

| Trainer     | Trainer               | Trainer          |
| Nat.        | Name                  | Position         |
| ----------- | --------------------- | ---------------- |
| Kroatien    | Aleksandar Scepanovic | Cheftrainer      |
| Kroatien    | Aleksandar Nadfeji    | Assistenztrainer |
| Deutschland | Karim El Wakil        | Team-Manager     |
| Deutschland | Dr. Thomas Börner     | Team-Arzt        |
| Deutschland | Benjamin Rahn         | Physiotherapeut  |

| Legende          | Legende   |
| Abk.             | Bedeutung |
| ---------------- | --------- |
| DL               |           |
| II               |           |
| Quellen          |           |
| Teamhomepage     |           |
| Ligahomepage     |           |
| Stand: Juni 2024 |           |

| Legende          | Legende   |
| Abk.             | Bedeutung |
| ---------------- | --------- |
| DL               |           |
| II               |           |
| Quellen          |           |
| Teamhomepage     |           |
| Ligahomepage     |           |
| Stand: Juni 2024 |           |

## Spielstätten
- Friedrich-List-Halle (2014–2018)
- Europahalle Karlsruhe (2018–2021)
- Lina-Radke-Halle (2021–2024)
- Europahalle Karlsruhe (seit 2024)

### Spielstätte
In der Hallenfrage wurde eine Lösung bevorzugt, der zufolge die Mannschaft nach dem Aufstieg in die ProA ihre Heimspiele in einer Leichtbauhalle austragen solle, die bis Saisonende 2015/16 von den Oettinger Rockets genutzt wurde. Als passender Standort der Spielstätte wurde das ehemalige Gelände des VfB Südstadt Karlsruhe gewählt, allerdings musste die Stadt noch über den Erwerb der Leichtbauhalle entscheiden. Unabhängig davon zeichnete sich ab, dass Heimspiele in der provisorischen Austragungsstätte im Kalenderjahr 2017 nicht mehr möglich sein würden.
Am 11. Juli 2017 fiel vorerst eine Entscheidung in der Hallenfrage: Der Hauptausschuss des Gemeinderates der Stadt Karlsruhe stimmte mehrheitlich für eine entsprechende Vorlage, die in modifizierter Fassung angenommen wurde. Die Stadt sagte dem PSK einen Zuschuss von rund 850 000 Euro für die Gothaer Leichtbauhalle zu, als deren Standort letztlich das PSK-Vereinsgelände gewählt wurde. Darüber hinaus gewährte die Stadt weitere 60 000 Euro, die dazu eingesetzt werden sollten, um auf dem Gelände und dem dort vorhandenen Gebäude bauliche Anpassungsmaßnahmen durchzuführen. Zudem wurde beschlossen, dem PSK für jedes ProA-Heimspiel, das er bis zum Abschluss der notwendigen Arbeiten zur Nutzbarmachung der Leichtbauhalle in anderen Spielstätten außerhalb von Karlsruhe bestreitet, 6000 Euro zu zahlen, um einen Teil der Kosten zu tragen. Doch die Hallenfrage nahm eine weitere Wendung: Da sich die Errichtung der Leichtbauhalle letztlich doch nicht als gangbar erwies, wurde Anfang September 2017 seitens der Stadt Karlsruhe entschieden, die eigentlich für größere Veranstaltungen gesperrte Europahalle herzurichten, um dort mit einer Zuschauerkapazität von bis 1500 ab Jahresbeginn 2018 die Heimspiele auszutragen. Die vorherigen Heimspiele wurden nach St. Leon-Rot und die Sporthalle der Karlsruher Friedrich-List-Schule vergeben.
Ende Januar 2018 stimmte der Karlsruher Gemeinderat dem Bau einer neuen zweitligatauglichen Großsporthalle zu. Diese sollte bis Herbst 2019 auf dem Gelände der Elisabeth-Selbert-Schule in Karlsruhe errichtet werden. Die Kosten wurden mit 13,5 Millionen Euro beziffert. Zur Saison 2021/22 war die Lina-Radke-Halle genannte neue Spielstätte mit 1500 Plätzen fertiggestellt. Allerdings wurde bereits zu diesem Zeitpunkt erwogen, nach dem Abschluss des Umbaus der Europahalle 2023 in diese zurückzukehren. Im Januar 2024 gaben die Karlsruher bekannt, ihre Heimspiele ab der Saison 2024/25 wieder in der Europahalle durchzuführen.